# Санджак Сакиз
Санджак Сакиз или  Хиос  — османская провинция второго уровня (санджак или лива) с центром в восточном эгейском острове Хиос. Его турецкое название, Сакиз, происходит от самого отличительного продукта острова, мастики.

## История
Будучи владением Генуэзской республики с 1346 года, Хиос (и прилегающие к нему острова Псара и Инусе) был завоеван без сопротивления Османской империей в 1566 году в качестве компенсации за неудачу захвата Мальты в предыдущем году и аннексирован в качестве санджака в составе эялета Архипелаг.
За исключением флорентийского нападения в 1599 году, кратковременной оккупации венецианцами в 1694—1695 годах во время Морейской войны и действий русских в этом районе во время русско-турецкой войны 1768—1774 годов, остров Хиос оставался мирной провинцией вплоть до начала Греческой войны за независимость. В это время его роль как крупного торгового центра и главного пункта экспорта анатолийских товаров (роль, которую он занимал до тех пор, пока его не затмил материковый портовый город Смирна в 17 веке), а также его уникальное производство гуммовой мастики (которая очень ценилась дамами султанского гарема), обеспечили острову большое процветание. Население острова было в основном греко-православным, с несколькими католиками генуэзского происхождения, чья власть значительно уменьшилась после венецианской оккупации. Османское присутствие было ограничено губернатором и его администраторами, а также гарнизоном ок. 2000 солдат.
Хиос был опустошен печально известной резней на Хиосе в 1822 году, когда османские войска отбили остров, который присоединился к Греческому восстанию против Порты, и вырезали или продали в рабство около половины его 80 000 жителей. Тем не менее, остров восстановил хотя бы часть своего былого процветания и сохранил обширную автономию после окончания Греческой войны за независимость, пока османские административные реформы 1866 года не превратили его в более регулярную провинцию в пределах вилайета Архипелаг. В 1880—1887 годах Хиос даже служил столицей вилайета Архипелаг.
В 1912 году санджак Сакиз включал в себя казы (районы) самого Сакиза, Килимли (Калимнос), Илерьоз (Лерос) и Ахикерья (Икария) . Последние, самые северные острова группы Додеканеса, были захвачены итальянцами летом 1912 года во время Итало-турецкой войны, а сам Хиос был освобождён греками в ноябре 1912 года, во время Первой Балканской войны.